# Estratégia Global para a Conservação de Plantas
A Estratégia Global para a Conservação de Plantas (Global Strategy for Plant Conservation, GSPC) é um programa da Convenção sobre Diversidade Biológica das Organização das Nações Unidas. A GSPC procurou diminuir o ritmo de extinção de plantas em todo o mundo até 2010.
A GSPC começou como um movimento de base em 1999 com discussões no 16º Congresso Internacional de Botânica em St. Louis, EUA. Um grupo de especialistas subsequentemente encontrou-se em Gran Canaria e emitiram um chamado para uma Estratégia Global de Conservação de Plantas. Após extensas consultas, o GPSC foi adotado pela Convenção sobre Diversidade Biológica em Abril de 2002. O GSPC possui 5 objetivos, divididos em 16 alvos diferentes.